# ルイジアナ州知事
ルイジアナ州知事（英語：Governor of State of Louisiana）は、アメリカ合衆国のルイジアナ州の州知事である。
以下の一覧ではルイジアナ買収以後、州の成立以前の州知事についても列挙する。

## ルイジアナ領土
| 氏名                     | 就任           | 退任          |
| ------------------------ | -------------- | ------------- |
| ウィリアム・クレイボーン | 1803年12月20日 | 1812年4月30日 |

## 南北戦争以前
| #  | 氏名                                   | 就任           | 退任           | 政党       | 備考                                            | 副知事                                                  |
| -- | -------------------------------------- | -------------- | -------------- | ---------- | ----------------------------------------------- | ------------------------------------------------------- |
| 1  | ウィリアム・クレイボーン               | 1812年4月30日  | 1816年12月16日 | 民主共和党 |                                                 | なし                                                    |
| 2  | ジャック・ヴィユレ                     | 1816年12月16日 | 1820年12月18日 | 民主共和党 |                                                 | なし                                                    |
| 3  | トーマス・ロバートソン                 | 1820年12月18日 | 1824年11月15日 | 民主共和党 |                                                 | なし                                                    |
| 4  | ヘンリー・ティボドー                   | 1824年11月15日 | 1824年12月13日 | 国民共和党 |                                                 | なし                                                    |
| 5  | ヘンリー・ジョンソン                   | 1824年12月13日 | 1828年12月15日 | 国民共和党 |                                                 | なし                                                    |
| 6  | ピエール・ダービグニー                 | 1828年12月15日 | 1829年10月6日  | 国民共和党 |                                                 | なし                                                    |
| 7  | アルマン・ボーヴェ                     | 1829年10月6日  | 1830年1月14日  | 国民共和党 |                                                 | なし                                                    |
| 8  | ジャック・デュプレ                     | 1830年1月14日  | 1831年1月31日  | 国民共和党 |                                                 | なし                                                    |
| 9  | アンドレ・ローマン                     | 1831年1月31日  | 1835年2月4日   | ホイッグ党 |                                                 | なし                                                    |
| 10 | エドワード・ダグラス・ホワイト・シニア | 1835年2月4日   | 1839年2月4日   | ホイッグ党 |                                                 | なし                                                    |
|    | アンドレ・ローマン                     | 1839年2月4日   | 1843年1月30日  | ホイッグ党 |                                                 | なし                                                    |
| 11 | アレクサンドル・ムトン                 | 1843年1月30日  | 1846年2月12日  | 民主党     |                                                 | なし                                                    |
| 12 | アイザック・ジョンソン                 | 1846年2月12日  | 1850年1月28日  | 民主党     |                                                 | トラシモンド・ランドリー（ホイッグ党）                  |
| 13 | ジョゼフ・マーシャル・ウォーカー       | 1850年1月28日  | 1853年1月18日  | 民主党     |                                                 | ジャン・バティスト・プロシェ（無所属）                  |
| 14 | ポール・オクターヴ・エベール           | 1853年1月18日  | 1856年1月22日  | 民主党     |                                                 | ウィリアム・ウッド・ファーマー（民主党）1853年 - 1854年 |
| 14 | ポール・オクターヴ・エベール           | 1853年1月18日  | 1856年1月22日  | 民主党     | ロバート・ウィクリフ（民主党）1854年 - 1856年   |                                                         |
| 15 | ロバート・ウィクリフ                   | 1856年1月22日  | 1860年1月23日  | 民主党     |                                                 | チャールズ・ホーマー・ムートン（民主党）1856年          |
| 15 | ロバート・ウィクリフ                   | 1856年1月22日  | 1860年1月23日  | 民主党     | ウィリアム・グリフィン（民主党）1856年 - 1860年 |                                                         |
| 16 | トーマス・オーヴァートン・ムーア       | 1860年1月23日  | 1862年4月24日  | 民主党     |                                                 | ヘンリー・ハイアムズ                                    |

## 南北戦争期

### アメリカ連合国の知事
| #           | 氏名                             | 就任          | 退任          | 政党   | 備考 | 副知事                           |
| ----------- | -------------------------------- | ------------- | ------------- | ------ | ---- | -------------------------------- |
| 1 (CSA)     | トーマス・オーヴァートン・ムーア | 1862年4月24日 | 1864年1月25日 | 民主党 |      | ヘンリー・ハイアムズ（民主党）   |
| 17（2 CSA） | ヘンリー・ワトキンス・アレン     | 1864年1月25日 | 1865年6月2日  | 民主党 |      | ベンジャミン・ピアース（民主党） |

### アメリカ合衆国の知事
| #  | 氏名                             | 就任         | 退任         | 政党   | 備考 | 副知事                                     |
| -- | -------------------------------- | ------------ | ------------ | ------ | ---- | ------------------------------------------ |
| 18 | ジョージ・フォスター・シェプリー | 1862年7月2日 | 1864年3月4日 | 軍政   |      | 空席                                       |
| 19 | マイケル・ハーン                 | 1864年3月4日 | 1865年3月4日 | 共和党 |      | ジェームズ・マディソン・ウェルズ（共和党） |

## 南北戦争後の再建期
| #  | 氏名                             | 就任         | 退任          | 政党             | 備考 | 副知事                             |
| -- | -------------------------------- | ------------ | ------------- | ---------------- | ---- | ---------------------------------- |
| 20 | ジェームズ・マディソン・ウェルズ | 1865年3月4日 | 1867年6月3日  | 共和党           |      | アルバート・ヴォーヒーズ（共和党） |
| 21 | ベンジャミン・フランダース       | 1867年6月8日 | 1868年1月8日  | 共和党           |      | なし                               |
| 22 | ジョシュア・ベイカー             | 1868年1月8日 | 1868年6月27日 | 民主党（統一党） |      | なし                               |

## 再建後
| #  | 氏名                                | 就任           | 退任           | 政党               | 備考                                             | 副知事                                              |
| -- | ----------------------------------- | -------------- | -------------- | ------------------ | ------------------------------------------------ | --------------------------------------------------- |
| 23 | ヘンリー・ウォーモス                | 1868年7月27日  | 1872年12月9日  | 共和党             |                                                  | オスカー・ダン（共和党）1868年 - 1872年             |
| 23 | ヘンリー・ウォーモス                | 1868年7月27日  | 1872年12月9日  | 共和党             | P・B・S・ピンチバック（共和党）1872年 - 1873年   |                                                     |
| 24 | P・B・S・ピンチバック               | 1872年12月29日 | 1873年1月13日  | 共和党             |                                                  | 空席                                                |
| 25 | ジョン・マケネリー                  | 1873年1月13日  | 1873年5月22日  | 民主党; 自由共和党 |                                                  | デイヴィッドソン・ペン（民主党; 自由共和党）        |
| 26 | ウィリアム・ケロッグ                | 1873年5月22日  | 1877年1月8日   | 共和党             |                                                  | C・C・アントワーヌ（共和党）                        |
| 27 | スティーヴン・パッカード            | 1877年1月8日   | 1877年4月24日  | 共和党             |                                                  | C・C・アントワーヌ（共和党）                        |
| 28 | フランシス・ニコルズ                | 1877年4月24日  | 1880年1月14日  | 民主党             |                                                  | ルイス・ウィルツ（民主党）                          |
| 29 | ルイス・ウィルツ                    | 1880年1月14日  | 1881年10月16日 | 民主党             |                                                  | サミュエル・マケネリー（民主党）                    |
| 30 | サミュエル・マケネリー              | 1881年10月16日 | 1888年5月20日  | 民主党             |                                                  | W・A・ロバートソン（民主党）1881年                  |
| 30 | サミュエル・マケネリー              | 1881年10月16日 | 1888年5月20日  | 民主党             | ジョージ・L・ウォルトン（民主党）1881年 - 1884年 |                                                     |
| 30 | サミュエル・マケネリー              | 1881年10月16日 | 1888年5月20日  | 民主党             | クレイ・ノブロック（民主党）1884年 - 1888年      |                                                     |
|    | フランシス・ニコルズ                | 1888年5月20日  | 1892年5月10日  | 民主党             |                                                  | ジェームズ・ジェフリーズ（民主党）                  |
| 31 | マーフィー・フォスター              | 1892年5月10日  | 1900年5月8日   | 民主党             |                                                  | チャールズ・パーランジ（民主党）1892年 - 1894年     |
| 31 | マーフィー・フォスター              | 1892年5月10日  | 1900年5月8日   | 民主党             | ハイラム・R・ロット（民主党）1894年 - 1896年     |                                                     |
| 31 | マーフィー・フォスター              | 1892年5月10日  | 1900年5月8日   | 民主党             | ロバート・H・スナイダー（民主党）1896年 - 1900年 |                                                     |
| 32 | ウィリアム・ライト・ハード          | 1900年5月8日   | 1904年5月10日  | 民主党             |                                                  | アルバート・エストピナル（民主党）                  |
| 33 | ニュートン・ブランチャード          | 1904年5月10日  | 1908年5月12日  | 民主党             |                                                  | ジャレッド・Y・サンダース・シニア（民主党）         |
| 34 | ジャレッド・Y・サンダース・シニア   | 1908年5月12日  | 1912年5月14日  | 民主党             |                                                  | ポール・M・ランブレモント（民主党）                 |
| 35 | ルーサー・ホール                    | 1912年5月14日  | 1916年5月9日   | 民主党             |                                                  | トーマス・C・バレット（民主党）                     |
| 36 | ラフィン・プレザント                | 1916年5月9日   | 1920年5月11日  | 民主党             |                                                  | ファーナンド・ムートン（民主党）                    |
| 37 | ジョン・パーカー                    | 1920年5月11日  | 1924年5月13日  | 民主党             |                                                  | ヒューイット・ブアンショー（民主党）1920年 - 1924年 |
| 37 | ジョン・パーカー                    | 1920年5月11日  | 1924年5月13日  | 民主党             | デロス・ジョンソン（民主党）1924年               |                                                     |
| 38 | ヘンリー・フュークア                | 1924年5月13日  | 1926年10月11日 | 民主党             |                                                  | オラメル・シンプソン（民主党）                      |
| 39 | オラメル・シンプソン                | 1926年10月11日 | 1928年5月21日  | 民主党             |                                                  | フィリップ・ギルバート（民主党）                    |
| 40 | ヒューイ・ロング                    | 1928年5月21日  | 1932年1月25日  | 民主党             |                                                  | ポール・シアー（民主党）1928年 - 1931年             |
| 40 | ヒューイ・ロング                    | 1928年5月21日  | 1932年1月25日  | 民主党             | アルヴィン・キング（民主党）1931年 - 1932年      |                                                     |
| 41 | アルヴィン・キング                  | 1932年1月25日  | 1932年5月10日  | 民主党             |                                                  | なし                                                |
| 42 | オスカー・アレン                    | 1932年5月10日  | 1936年1月28日  | 民主党             |                                                  | ジョン・フォーネット（民主党）1932年 - 1935年       |
| 42 | オスカー・アレン                    | 1932年5月10日  | 1936年1月28日  | 民主党             | トーマス・ウィン（民主党）1935年                 |                                                     |
| 42 | オスカー・アレン                    | 1932年5月10日  | 1936年1月28日  | 民主党             | ジェームズ・ノウ（民主党）1935年 - 1936年        |                                                     |
| 43 | ジェームズ・ノウ                    | 1936年1月28日  | 1936年5月12日  | 民主党             |                                                  | 空席                                                |
| 44 | リチャード・レッチ                  | 1936年5月12日  | 1939年6月26日  | 民主党             |                                                  | アール・ロング（民主党）                            |
| 45 | アール・ロング                      | 1939年6月26日  | 1940年5月14日  | 民主党             |                                                  | コールマン・リンジー（民主党）                      |
| 46 | サム・ジョーンズ                    | 1940年5月14日  | 1944年5月9日   | 民主党             |                                                  | マーク・ムートン（民主党）                          |
| 47 | ジミー・デイヴィス                  | 1944年5月9日   | 1948年5月11日  | 民主党             |                                                  | エミール・ヴェレット（民主党）                      |
|    | アール・ロング                      | 1948年5月11日  | 1952年5月13日  | 民主党             |                                                  | ビル・ドッド（民主党）                              |
| 48 | ロバート・ケノン                    | 1952年5月13日  | 1956年5月8日   | 民主党             |                                                  | キャップ・バーハム（民主党）                        |
|    | アール・ロング                      | 1956年5月8日   | 1960年5月10日  | 民主党             |                                                  | レザー・フレイザー（民主党）                        |
|    | ジミー・デイヴィス                  | 1960年5月10日  | 1964年5月12日  | 民主党             |                                                  | C・C・エイコック（民主党）                          |
| 49 | ジョン・マッキーゼン                | 1964年5月12日  | 1972年5月9日   | 民主党             |                                                  | C・C・エイコック（民主党）                          |
| 50 | エドウィン・エドワーズ              | 1972年5月9日   | 1980年3月10日  | 民主党             |                                                  | ジミー・フィッツモリス（民主党）                    |
| 51 | デイヴィッド・トリーン              | 1980年3月10日  | 1984年3月12日  | 共和党             |                                                  | ロバート・フリーマン（民主党）                      |
|    | エドウィン・エドワーズ              | 1984年3月12日  | 1988年3月14日  | 民主党             |                                                  | ロバート・フリーマン（民主党）                      |
| 52 | バディ・ローマー                    | 1988年3月14日  | 1991年8月      | 民主党             |                                                  | ポール・ハーディ（共和党）                          |
| 52 | バディ・ローマー                    | 1991年8月      | 1992年1月13日  | 共和党             |                                                  | ポール・ハーディ（共和党）                          |
|    | エドウィン・エドワーズ              | 1992年1月13日  | 1996年1月8日   | 民主党             |                                                  | メリンダ・シュウェグマン（民主党）                  |
| 53 | マーフィー・J・フォスター・ジュニア | 1996年1月8日   | 2004年1月12日  | 共和党             |                                                  | キャスリーン・ブランコ（民主党）                    |
| 54 | キャスリーン・ブランコ              | 2004年1月12日  | 2008年1月14日  | 民主党             |                                                  | ミッチ・ランドリュー（民主党）                      |
| 55 | ボビー・ジンダル                    | 2008年1月14日  | 2016年1月11日  | 共和党             |                                                  | ミッチ・ランドリュー（民主党）2008年 - 2010年       |
| 55 | ボビー・ジンダル                    | 2008年1月14日  | 2016年1月11日  | 共和党             | スコット・エンジェル（共和党）2010年             |                                                     |
| 55 | ボビー・ジンダル                    | 2008年1月14日  | 2016年1月11日  | 共和党             | ジェイ・ダーデン（共和党）2010年 - 2016年        |                                                     |
| 56 | ジョン・ベル・エドワーズ            | 2016年1月11日  | 2024年1月8日   | 民主党             |                                                  | ビル・ナンジェサー（共和党）                        |
| 57 | ジェフ・ランドリー                  | 2024年1月8日   | 現職           | 共和党             |                                                  | ビル・ナンジェサー（共和党）                        |